# Proyecto de ferrocarril Arica-Zapiga
El Ferrocarril de Arica a Zapiga fue un proyecto de 1910 estudiado pero jamás construido de una vía férrea que habría conectado el Ferrocarril Salitrero de Tarapacá con la estación de Arica, implicando la unión a través del tren del Longitudinal Norte (y por extensión, el resto del sur del país) con el ferrocarril de Arica a La Paz en Bolivia y el ferrocarril de Arica a Tacna de Perú, Incluso, estos dos ferrocarriles podrían haber estado conectados con Argentina a través del Ferrocarril Trasandino, creando una red longitudinal sudamericana. Sin embargo, debido a complicaciones económicas dentro de Chile este proyecto nunca se concretó. 
Este proyecto de ferrocarril tiene importancia histórica debido a que con su construcción Chile habría tenido un sistema de transporte ferroviario continuo desde la ciudad de Arica hasta Puerto Montt, además de conectar el ferrocarril de Arica a Tacna con el resto de la red longitudinal.

## Historia
Con el inicio del periodo de la industria salitrera en la zona del desierto de Atacama, en particular en zonas como el Departamento de Oruro y lo que es ahora la región de Tarapacá, han existido planes de construcción de un sistema de transporte ferroviario que uniese estas zonas con el fin de transportar de forma masiva y rápida los materiales extraídos para luego ser exportados por medio de puertos marítimos ubicados en la costa del océano Pacífico. 
Ya desde 1861 que se vienen planeando trazados para este ferrocarril. Muchos planes de ferrocarriles en la zona del desierto de Atacama fueron ideados, incluso después de la guerra del Pacífico. Y para 1904, existían los ferrocarriles entre Antofagasta y Uyuni y de Arica a La Paz.
Ya que la industria de exportación de recursos mineros había adquirido fuerza en el puerto de Arica, la industria al sur de la zona requería movilizar su carga hasta allá.
Los primeros antecedentes que han podido ser hallados indican que la idea de la construcción de este ferrocarril fue del ingeniero Carlos Lanas quien presentó el proyecto a la Municipalidad de Iquique el 22 de junio de 1910; posteriormente el empresario Guillermo Amenábar presenta otra propuesta siguiendo la misma conexión el 12 de noviembre de 1910. El trazado de Carlos Lanas fue el que fue aprobado. El proyecto de Lanas señala unir a la Estación Zapiga con la estación Arica por medio de una vía férrea de 278 km de longitud, esto como continuidad del ferrocarril de Arica a Tacna. En 1913 el presidente de la República, Ramón Barros Luco, mencionaba en su mensaje al Congreso Nacional que por falta de fondos se habían paralizado los estudios para esta línea, y en 1915 se vuelven a financiar los trabajos de estudio. Para 1917 el trazado seguía en estudios.
La construcción de esta vía férrea no tenía solo un fin económico, sino también uno político, en el cual se unía por medio de un sistema de transporte directo a todo Chile desde Arica hasta Puerto Montt.
Durante 1928 se seguía argumentando la necesidad de un ferrocarril que uniera el puerto de Arica con el Longitudinal Norte y el resto de Chile.
En 1934 los habitantes de la provincia de Tarapacá seguían demandando la construcción de esta vía férrea. Hacia 1946 se había presentado un estudio definitivo, que establecía el trazado en 278 km y un presupuesto de 220 millones de pesos de la época.
Lamentablemente, el proyecto de ferrocarril jamás se llevó a cabo, debido a la poca demanda de servicios de carga que existían en la zona y al elevado costo de construcción que implicaba cruzar los valles del norte.

## Trazado
De acuerdo al Departamento de Ferrocarriles de la Dirección de Obras Públicas de Chile, para 1929 esta sección del longitudinal era planeada como una vía métrica, mayormente recta y que sufría grandes desviaciones debido a los acantilados de las quebradas de Suca, la quebrada de Chiza, la quebrada del Río Camarones y la quebrada de Chaca, la de Garza y la de Vitor.